# Kristian Bach Bak
Kristian Bach Bak (ur. 20 października 1982 w Kibæk jako Kristian Bak Nielsen) – duński piłkarz polskiego pochodzenia. Zawodnik z reguły ustawiany jest na pozycji środkowego obrońcy, ale równie dobrze czuje się jako napastnik. Bak Nielsen ma na swoim koncie jeden występ w reprezentacji Danii U-21.

## Życiorys
Kristian Bak Nielsen rozpoczął swoją przygodę z piłką w drużynie FC Midtjylland w 2000 roku. W owym czasie pomógł FCM zająć pierwsze miejsce w drugiej lidze, tym samym przyczyniając się do awansu. W pierwszych latach gry w drużynie Midtjylland grał jako napastnik, ale później został przekwalifikowany na środkowego obrońcę.
W sezonie 2003–2004 rozegrał wszystkie możliwe mecze w duńskiej Superlidze po czym otrzymał powołanie od selekcjonera młodzieżowej reprezentacji Danii, ale na długo w reprezentacji nie zagościł. Zdołał rozegrać tylko towarzyski mecz z Bośnią i Hercegowiną, w którym zastąpił Thomasa Kahlenberga w drugiej połowie. Duńczycy wygrali tamto spotkanie 3-0.